# لاکتراشان (تنکابن)
لاکتراشان (تنکابن)، روستایی است از توابع بخش مرکزی شهرستان تنکابن استان مازندران در شمال ایران.

## جمعیت
این روستا در دهستان گلیجان قرار دارد و بر پایه سرشماری مرکز آمار ایران در سال ۱۳۹۵، جمعیت آن ۵۶ نفر (۱۹ خانوار) بوده است.